# Antônio Carvalho Filho
Antônio Carvalho (21 de março de 1946 – 17 de maio de 2008) foi um radialista, jornalista e filósofo brasileiro.

## Biografia
Em 1959 começou a trabalhar como locutor na Rádio Cultura, na própria cidade de Lavras, então em 1968 mudou-se para a São Paulo, com dois objetivos em mente: concluir o curso de Direito e ingressar na famosa Rede Bandeirantes de Rádio, porém seu sonho demorou a se realizar, atuou na Rede Jovem Pan até dezembro de 1969, até que conseguiu entrar na equipe de Alexandre Cadunc, no programa Titulares da Notícia, na sonhada Rádio Bandeirantes.
Em 1972 começou a apresentar o programa Bandeirantes Freqüencia Balançada, grande sucesso das 21 às 23 horas, que ficou no ar por 13 anos, na mesma época em que apresentava o programa Arquivo Musical, que comandou até seus últimos dias. Também integrava a equipe do até hoje existente Jornal Primeira Hora, também apresentava o programa vespertino Acontece.
Em 1977 tratou de apresentar o programa Ciranda na Cidade, cujo objetivo era fazer um balanço entre informações e denúncias sobre a cidade de São Paulo, na época apresentado às 17 horas, nesta mesma época trabalhou na TV Cultura, de São Paulo, como âncora de telejornal. Em 2001 começou a trabalhar no programa Grande Sampa, também da Rádio Bandeirantes, cujo objetivo era trazer informações vespertinas da região metropolitana de São Paulo, e um dos quadros mais requisitados do programa era 'Conversinha ao pé do ouvido' postados no Blog Conversinha ao Pé do Ouvido  http://conversinhaaopedoouvido.blogspot.com/ Carvalho era integrante da Sociedade Brasileira de Eubiose, dava conselhos e palavras de conforto nas manhãs de seus ouvintes, também durante os anos 2000, até meados de 2004, apresentava a edição de segunda-feira do Bandeirantes à Caminho do Sol, com o quadro 'Boa Noite esticado', onde também atendia os ouvintes via E-mail e também os aconselhava.

## Filosofias
Desde de cedo Carvalho já se interessava por Direito, mas a área em que mais conseguiu o carinho de seus ouvintes foram com suas "Palavras de Reflexão", nos últimos anos de sua vida, quando reunia condições físicas para cuidar de seus programas, Antônio Carvalho sempre aconselhava seus ouvintes com rara sabedoria e forma de expressão, costumava dizer que os seres humanos tinham muito o que evoluir, tanto psicologicamente quanto até mesmo fisicamente, também comentava sobre Astrologia e religiões, e pregava que independente de sua crença, você deve ser uma pessoa mais evoluída possível.
Carvalho era integrante da Sociedade Brasileira de Eubiose, onde se busca formas de viver em paz com a Humanidade e a Natureza, também integrava a Associação Sub-Secreta da Maçonaria e também trabalhava em suas filosofias. Uma de suas filosofias mais marcantes era de que, quando falecermos, iríamos depositar todas as nossas experiências em vida em nossa alma para retornarmos, também dizia em tom de brincadeira que as pessoas criminosas eram as que tinham reencarnado poucas vezes ainda.

## Doença
Neste século, Antônio Carvalho teve que lutar contra a leucemia, mas surpreendentemente, mesmo com tempos afastado, ele retornava aos seus programas, mesmo que por curtos períodos, parecendo que nada tivesse acontecido, também tratava com bom humor a sua doença, mas com os tempos seus períodos de ausência eram maiores, dando à entender que realmente tinha grandes dificuldades para superá-la.
Em 8 de abril, o radialista apresentou pela última vez o noticiário da madrugada "Grande Sampa". Na ocasião, já estava debilitado pelo tratamento da doença e teve que ficar internado.
Antônio Carvalho Filho faleceu de leucemia às 4 horas da manhã de sábado, aos 62 anos, em 17 de maio de 2008, no Hospital Alvorada, em Moema (Zona Sul de São Paulo). Ele deixa a esposa e dois filhos: Helba Carvalho e Helotonio Carvalho.
O velório do radialista aconteceu no cemitério e crematório Horto da Paz, em Itapecerica da Serra (Grande São Paulo). O enterro ocorreu no sábado, no mesmo local.